# 香港違憲審查案件列表
香港違憲審查（違反《香港基本法》）的案件包括：
- 2005年7月：香港終審法院裁定《公安條例》賦與警務處處長限制遊行及有關的刑事懲處的權力違憲。其中賦予香港警務處處長「公共秩序」為理由，就已知會將舉行的遊行提出反對及附加條件，這太含糊並不符合憲法的要求。[1]
- 2006年7月12日：香港終審法院裁定《電訊條例》第33條准許行政長官以行政命令指示執法人員截聽市民電話通話違反香港基本法。最後政府向立法會提交《截取通訊及監察條例》草案並獲通過。
- 2007年7月17日，在律政司司長訴丘旭龍中，香港終審法院裁定《刑事罪行條例》第118F(1)條「非私下作出的同性肛交」違反《基本法》。[2]
- 2008年1月9日：香港法例第106章《電訊條例》所定的核發執照（香港慣稱「發牌」）制度被香港東區裁判法院游德康法官裁定同時違反《香港基本法》和香港法例383章《人權法案》，由此政府不得以「無證（香港慣稱「無牌」）廣播」以拘捕Citizen Radio主持人。法官指違反基本法的原因是特首核發執照前聽取廣播事務管理局的專業建議，惟該局成員乃特首本人任命，令特首核發執照的行政權力沒實則限制；而且《電訊條例》沒明載申請電台的條件，亦沒提及審核準則，失敗不獲解釋、不設上訴制度。香港政府挑戰香港東區裁判法院身為下級法院是是否有司法管轄權審理「違反基本法」的事宜，遂上訴。（註：另見中國業餘無線電執照制度）[3]

- 2008年12月12日，香港上訴庭認可香港東區裁判法院有司法管轄權審理「違反基本法」事宜，但上訴法官馬道立（後來的香港終審法院首席法官）認為《電訊條例》有關無證廣播的定罪的條文本身合法，核發廣播執照的制度是否違反基本法並非該案重點，下令下級法院重審電台主持的無證廣播控罪，是否違反基本法則不予處理。

- 2008年1月：香港高等法院上訴庭裁定香港醫務委員會禁止醫生賣廣告的守則違反基本法[6]。醫委會最後放棄繼續上訴。
- 2010年12月：香港終審法院裁定《立法會條例》規定有關立法會選舉的選舉呈請以高等法院原訟庭的判決為最終裁決違憲，莫乃光可就2008年香港立法會選舉的選舉呈請上訴。[7]
- 2013年12月：香港終審法院裁定政府將綜合社會保障援助計劃的申請人須居港滿一年的規定改為居港滿七年為違憲，需回復為居港一年。
- 2019年5月：香港高等法院裁定香港法例200章《香港刑事罪行條例》第118G條「促致他人作出同性肛交」、第118H條「由16歲以下男子作出或與16歲以下男子作出嚴重猥褻作為」、第118J(1)條「男子與男子非私下作出的嚴重猥褻作為」及第118K條「促致男子與男子作出嚴重猥褻作為」違反香港基本法第二十五條或香港人權法案條例第二十二條。[2]高等法院同時亦對第118C條「與16歲以下男童的肛交」、第118I條「男性與無精神行為男性的嚴重猥褻行為」及第141(c)條「准許21歲以下男子在處所或船隻與其他男子作出嚴重猥褻行為」的條文作出補救性解釋，例如免除第118C條對未滿16歲男童的刑責，以及第118I條中的「男性」要解釋成不分性別的「人士」等。[8]
- 2019年11月18日，香港高等法院裁定《緊急情況規例條例》在「危害公安」的情況下使用屬於違反《基本法》[9]，而特首透過《緊急情況規例條例》繞過立法會自行就《禁蒙面法》進行立法，其對基本權利的限制超乎合理需要，因此裁定《禁蒙面法》違憲[10]。
- 2025年7月23日，香港高等法院裁定食環署公廁規定的「男女分隔」的《規例》第7和第10條違憲。法官高浩文宣告上述《規例》無效，但暫緩執行12個月，讓政府考慮是否希望採取措施，處理違憲情况。[11]。

### 內文腳註
1. ↑  . 香港獨立媒體網.   [2018-05-10]. （原始内容存档于2018-11-25）. （页面存档备份，存于）
2. 1 2  . 獨立媒體.   [2022-04-06]. （原始内容存档于2022-04-06）. （页面存档备份，存于）
3. ↑  . 香港蘋果日報. 2008-01-09  [2019-11-20]. 原始内容存档于2019-11-20. Archive.today的存檔，存档日期2019-11-20
4. ↑  . 法国国际广播电台中文版. 2010-04-09  [2019-11-20]. （原始内容存档于2021-04-13）. （页面存档备份，存于）
5. ↑  . 香港蘋果日報. 2008年12月13日  [2019年11月20日]. 原始内容存档于2019年11月20日. Archive.today的存檔，存档日期2019年11月20日，
6. ↑  . 香港文匯報.   [2018-05-10]. （原始内容存档于2020-11-26）. （页面存档备份，存于）
7. ↑  . 香港電台. 2010-12-13. （原始内容存档于2016-09-11）. （页面存档备份，存于）
8. ↑  . 東網.   [2022-04-06]. （原始内容存档于2022-04-06）. （页面存档备份，存于）
9. ↑  . 香港電台. 2019-11-18  [2019-11-18]. （原始内容存档于2019-11-18）. （页面存档备份，存于）
10. ↑  . 香港01. 2019-11-18  [2019-11-18]. （原始内容存档于2019-11-18）. （页面存档备份，存于）
11. ↑  . 明報. 2024-07-23.